# Hunter Parrish
Hunter Parrish, ameriški igralec in pevec, * 13. maj 1987, Richmond, Virginija.
Najbolj znan je po svoji vlogi v seriji Gandža (Silas Botwin). Znan je tudi po filmu Še enkrat 17.

## Življenje
Parrish se je rodil v Richmondu (Virginija) in odraščal v Planu v Teksasu. Leta 2007 je diplomiral v Plano Senior High School ter v Texas Tech University Independent School District.

## Filmi
Parrish je kot gost igral v številnih TV serijah, vključno z Na kraju zločina,Close to HomeinSummerland.
V filmu Freedom Writers  je Parrish igral Bena Samuelsa, edinega belopoltega študenta v razredu.
Dne 18. avgust 2008, Parrish objavi video na funnyordie.com. Z naslovom »Cougar 101 z Hunter Parrish«
Parrish se je pojavil kot igralec košarke, Stan, v filmuŠe enkrat 17 .
| Leto | Film               | Vloga         | Opomba        |
| ---- | ------------------ | ------------- | ------------- |
| 2004 | Sleepover          | Lance Gregory |               |
| 2005 | Steal Me           | Tucker        |               |
| 2005 | Premonition        | Charlie       | Kratek film   |
| 2005 | Down in the Valley | Kris          |               |
| 2006 | RV                 | Earl Gornicke |               |
| 2007 | Freedom Writers    | Ben Samuels   |               |
| 2009 | Še enkrat 17       | Stan          |               |
| 2009 | Paper Man          | Bryce         |               |
| 2009 | It's Complicated   | Luke Adler    |               |
| 2010 | The Space Between  | McDonough     |               |
| 2012 | Gone               | Trey          |               |
| 2014 | Hell of a View     | Sam           |               |
| 2015 | Still Alice        | Tom Howland   | Film se snema |

### Televizija
| Year      | Title                             | Role                    | Notes                                       |
| --------- | --------------------------------- | ----------------------- | ------------------------------------------- |
| 2003      | The Guardian                      | Hank                    | Epizoda: »The Father-Daughter Dance«        |
| 2005      | Summerland                        | Tracy Hart              | Epizoda: »The Pleiades«                     |
| 2005–2012 | Gandža                            | Silas Botwin            | 102 epizodi                                 |
| 2005      | CSI                               | Jeremy McBride          | Epizoda: »Gum Drops«                        |
| 2006      | In Justice                        | Kevin Rounder           | Epizoda: »Confessions«                      |
| 2006      | Close to Home                     | Jay Stratton            | Epizoda: »A House Divided«                  |
| 2006      | Campus Ladies                     | Student Health employee | Epizoda: »Webcam«                           |
| 2007      | Law & Order: Special Victims Unit | Jordan Owens            | Epizoda: »Responsible«                      |
| 2010      | Batman: The Brave and the Bold    | Kid Flash, Geo-Force    | Epizoda: »Requiem for a Scarlet Speedster!« |
| 2011      | Pound Puppies                     | Tundra                  | Epizoda: »Snow Problem«                     |
| 2013–2014 | The Good Wife                     | Jeffrey Grant           | 3 epizode                                   |